# 鴻ノ巣山運動公園
鴻ノ巣山運動公園（こうのすやまうんどうこうえん）（正式名称：城陽市総合運動公園）（通称：ロゴスランド）は、京都府城陽市寺田奥山にある総合運動公園。

## 施設
○レクリエーションゾーン（通称：ロゴスランド）
- アイリスイン城陽
- プラムイン城陽
- BBQスタジアム
- 石の広場
- ローラースライダー
- ふわふわドーム
- バンクーバー砦（アスレチック遊具）

○スポーツゾーン（通称：鴻ノ巣山運動公園）
- 市民体育館

バレーボール3面の競技場、格技場、トレーニングルームがある。
- 多目的広場

広さは10000㎡。照明が備わっている。サッカーやラグビーなどの様々なスポーツを楽しむことができる。
- テニスコート
- 野球場

## 交通アクセス
- 近鉄京都線寺田駅下車、プラムイン城陽行きのバスに乗車。
- JR奈良線城陽駅下車、プラムイン城陽行きのバスに乗車。